# RBS TV Cruz Alta
RBS TV Cruz Alta é uma emissora de televisão brasileira sediada em Cruz Alta, cidade do estado do Rio Grande do Sul. Opera nos canais 3 VHF e 33 UHF digital, e é afiliada à Rede Globo. A emissora integra a RBS TV, rede de televisão do Rio Grande do Sul pertencente ao Grupo RBS.

## História

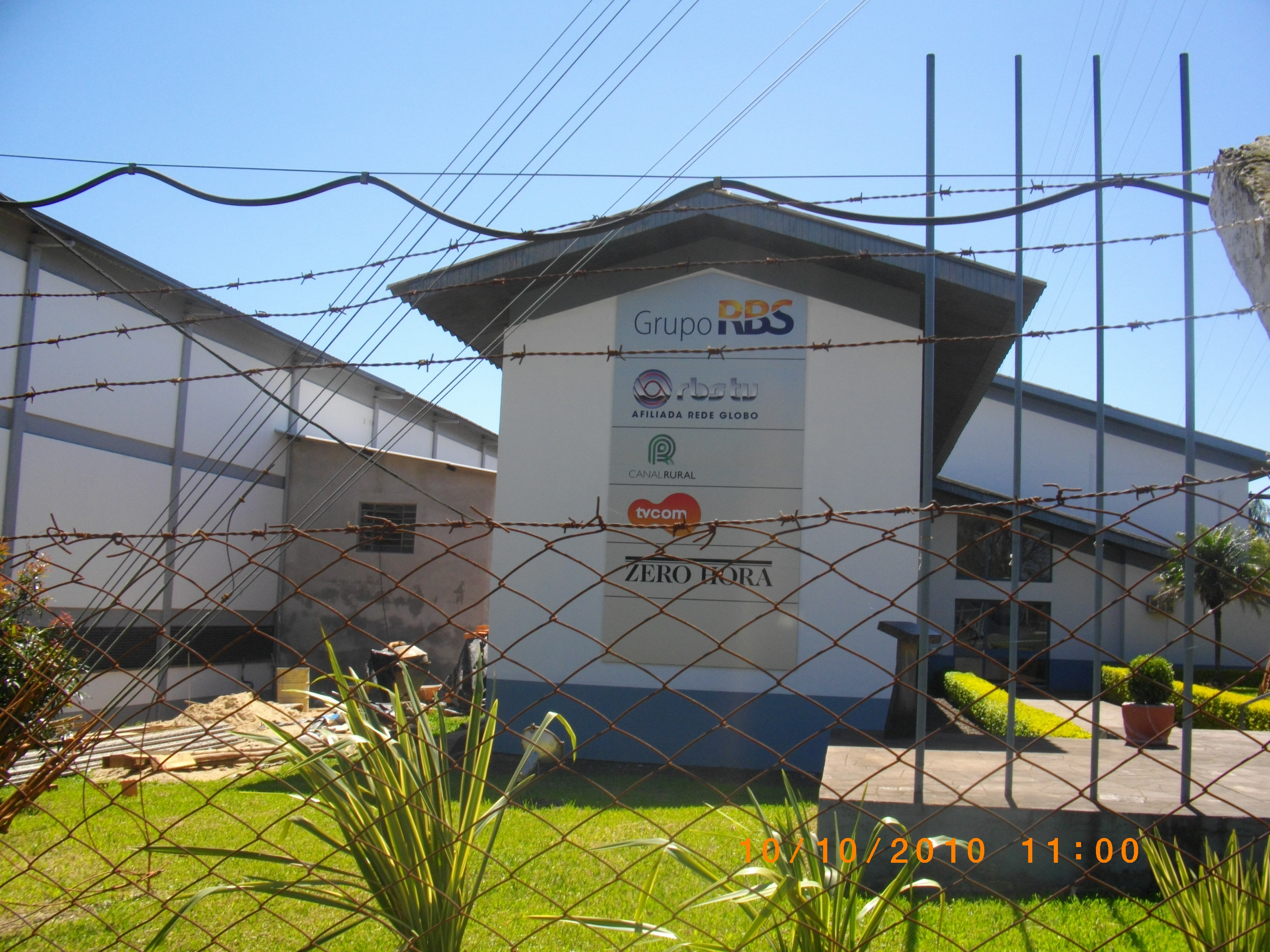
Sede da emissora em 2010

A TV Cruz Alta foi fundada em 1º de julho de 1979 por Maurício Sirotsky Sobrinho, se tornando a décima emissora da Rede Brasil Sul de Comunicações. Em 1.º de outubro de 1983, juntamente com as emissoras da RBS TV no Rio Grande do Sul e Santa Catarina, a emissora passou a se chamar RBS TV Cruz Alta. Na época de sua inauguração, a RBS TV Cruz Alta transmitia para 48 municípios do noroeste gaúcho. No início da década de 1990, expandiu sua cobertura para 62 municípios. Com a criação da RBS TV Santa Rosa em 1992, 46 municípios que anteriormente recebiam o sinal da RBS TV Cruz Alta passaram a receber o sinal da nova emissora.
Em agosto de 2009, o Ibope divulgou uma pesquisa que confirmou a liderança de audiência da RBS TV Cruz Alta. Segundo a pesquisa, a emissora registrou, em sua cidade-sede, uma média de 71,4% de share, contra 7,1% da segunda colocada no período das 6h às 24h entre abril e junho do mesmo ano.
Em agosto de 2019, o bloco local do Jornal do Almoço nesta emissora deixou de ser transmitido e foi incorporado ao da RBS TV Passo Fundo. A equipe de jornalismo veicula as reportagens locais na versão regional do programa, feita em Passo Fundo. São dois blocos regionais, com duração de 20 minutos, que hoje têm cerca de 2 milhões de telespectadores potenciais.

## Sinal digital
| Canal virtual | Canal digital | Proporção de tela | Programação                                       |
| ------------- | ------------- | ----------------- | ------------------------------------------------- |
| 3.1           | 33 UHF        | 1080i             | Programação principal da RBS TV Cruz Alta / Globo |

A emissora inaugurou seu sinal digital em 12 de março de 2014 pelo canal 33 UHF, em uma solenidade realizada na Associação Comercial e Industrial de Ijuí, transmitida ao vivo durante o Jornal do Almoço.
Transição para o sinal digital
Com base no decreto federal de transição das emissoras de TV brasileiras do sinal analógico para o digital, a RBS TV Cruz Alta, bem como as outras emissoras de Cruz Alta, irá cessar suas transmissões pelo canal 3 VHF em 31 de dezembro de 2023, seguindo o cronograma oficial da ANATEL.

## Programação
Atualmente o telejornalismo da RBS TV Cruz Alta compõe a rede da RBS TV Passo Fundo que transmite os blocos regionais do Jornal do Almoço, para os 220 municípios das regiões de Cruz Alta, Erechim, Passo Fundo e Santa Rosa. O restante da programação é composto pelos programas gerados pela RBS TV Porto Alegre e pelos programas da Rede Globo.

## Retransmissoras
- Boa Vista do Cadeado - 32 UHF
- Catuípe - 8 VHF
- Condor - 13 VHF
- Fortaleza dos Valos - 10 VHF
- Ibirubá - 8 VHF
- Ijuí - 12 VHF / 35 UHF digital
- Joia - 13 VHF
- Panambi - 48 UHF
- Salto do Jacuí - 7 VHF
- Santa Bárbara do Sul - 13 VHF
- Tupanciretã - 19 UHF